# Пикотто, Мауро
Мауро Пикотто (родился 25 декабря 1966 года в Кавуре, Пьемонт) - итальянский электронный музыкант. Ранее, член итальянской рейв-группы Cappella. Он стал хорошо известен как исполнитель техно-транс треков, такие, как "Komodo" (2000), "Pulsar" (2001, с новыми миксами в 2002) и самым известный - "Lizard" (1999, переделан в 2000). Он сотрудничал с другими музыкантами, такими, как Тиесто, Марио Пиу и Gigi D'agostino.
 Сейчас он продвигает свой ночной клуб, Meganite (названный в честь его трека начала XXI века), который ежегодно баллотируется на "Privilege Ibiza". Также продюсирует под лейблом Bakerloo.

## Биография
Родился в итальянском городе Кавур, недалеко от Турина. Использует имя Мауро в качестве псевдонима для его транс сайд-проекта. Пикотто хотелось начать зарабатывать на своих треках, но, чтобы быть успешным, сначала стал DJ-ем.

## Дискография
Номера означают позиции в чарте данных стран

### Альбомы
- The Album (2000)
- The Others (2002)
- Live in Ibiza (2002)
- Superclub (2006)
- Now & Then (2007)
- Meganite Ibiza (2008)
- 2010 (2010)
- A Call In The Club (2017)

### Синглы
- "My House" / "Bakerloo Symphony" (1996)
- "Angel's Symphony" (1996)
- "Lizard" (1998)
- "Lizard (Gonna Get You)" (1999)
  -     - Великобритания #27, 3 недели [1]
- "Lizard (Gonna Get You)" (remix) (1999)
  - Великобритания #33, 2 недели
- "Iguana" (1999)
  - Великобритания #33, 3 недели
- "Pulsar" (1999)
- "Komodo (Save a Soul)" (2000)
  - Великобритания #13, 5 недель
  - Нидерланды #11
  - Австрия #4
  - Швейцария #4
  - Франция #60
  - Бельгия (Фландрия) #15
  - Ирландия #2
  - Италия #17,2 недели [2]
  - Германия #6, стал золотым [3]
- "Bug" / "Eclectic" (2000)
- "Come Together" (2000)
- "Pegasus" (2000)
- "Proximus" (2000)
- "Like This Like That" (2001)
  - Великобритания #21, 4 недели
- "Verdi" (2001)
  - Великобритания #74, 4 недели
- "Pulsar" 2002 (2002)
  - Великобритания #35, 3 недели
- "Back to Cali" (2002)
  - Великобритания #42, 2 недели
- "Funky Time" (2005)
- "Maybe, Maybe Not" (2007)
- "Evribadi" (2007)
- "Gonna get Ya Vs Church Of Nonsense" Picotto Vs Papini (2008)
- "Contaminato" (2008)
- "Acid Sex" (2008)
- "Flashing" (2008)
- "Shark" (2008)
- "Komodo Save A Soul" (2008)
- "Komonster"
- "Living For The Time"

## Награды
- German Dance Awards: Лучший международный DJ, Лучший продюсер, Лучший хит на радио
- Danish Dance Awards: Лучший международный DJ
- Ericsson Swiss Dance Awards: Лучший международный DJ
- BBm Magazine Irish Dance Awards: Лучший международный DJ
- Deejay Magazine Spanish Dance Awards: Лучший международный DJ
- TMF Dutch Dance Awards: Лучший международный DJ
- RTÉ 2fm Irish Dance Music Awards: Лучший международный DJ
- DJ Awards 2005 Ibiza: Победитель
- Выдвигался в Top 100 DJs на TheDJList.com (US) and DJ Mag (UK)